# Краківські каштеляни
Краківські каштеляни — урядники Королівства Польського.
- Навой з Моравиці (пом. 1331)
- Спицімір Лелівіта
- Ян Мельштинський
- Добеслав з Курозвенок
- Спитко II Мельштинський
- Ян з Тарнова
- Ян з Чижова
- Якуб з Дембна
- Ян Амор Юніор Тарновський
- Ян Амор Тарновський — засновник міста Тернополя.
- Анджей Тенчинський — теребовлянський староста.
- Анджей Тенчинський
- Северин Бонер
- Януш-Іван Острозький
- Юрій Збаразький
- Якуб Собеський
- Станіслав Конецпольський
- Станіслав Варшицький
- Дмитро Юрій Вишневецький
- Станіслав Ян Конецпольський
- Вацлав Пйотр Жевуський
- Юзеф Потоцький
- Станіслав-Ян Яблоновський
- Юзеф Вандалін Мнішек
- Валентій Дембінський
- Фелікс Казимир Потоцький
- Ян Пілецький
- Миколай Потоцький
- Мартин Контський
- Януш Антоній Вишневецький
- Миколай Фірлей